# Aleksinački Rudnik
Aleksinački Rudnik (em cirílico: Алексиначки Рудник) é uma vila da Sérvia localizada no município de Aleksinac, pertencente ao distrito de Nišava, na região de Ponišavlje. A sua população era de 1298 habitantes segundo o censo de 2011.

## Demografia
| 1948 | 1953 | 1961 | 1971 | 1981 | 1991 | 2002 | 2011 |
| ---- | ---- | ---- | ---- | ---- | ---- | ---- | ---- |
| 1074 | 2151 | 2461 | 1961 | 1927 | 1645 | 1467 | 1298 |